# Gabriele Rost
Gabriele Rost (* 23. März 1948 in Berlin als Gabriele Kleinert) ist eine deutsche Politikerin (CDU).
Rost absolvierte im Jahr 1967 das Abitur. Von 1972 bis 1978 studierte sie an der Freien Universität Berlin Geschichte und vergleichende Literaturwissenschaften. Sie war Mitglied der Partnerschaft der Parlamente. Rost trat 1972 der CDU bei und war von 1978 bis 1979 Ortsvorsitzende in Alt-Lichterfelde. Von 1985 war sie bis 1987 stellvertretende Landesvorsitzende der Frauen-Union. 
Rost wurde 1975 in die Bezirksverordnetenversammlung Steglitz gewählt, von 1983 bis 1989 auch als deren Bezirksverordnetenvorsteher. Bei der Wahl im Januar 1989 wurde Rost in das Abgeordnetenhaus von Berlin gewählt, rückte jedoch noch im gleichen Jahr, nach dem Tod der Bundestagsabgeordneten Lieselotte Berger im September, in den Bundestag nach. 
Im Bundestag war Rost Mitglied im Petitionsausschuss und im Ausschuss für Umwelt, Naturschutz und Reaktorsicherheit. Am 16. Februar 1990 legte sie ihr Bundestagsmandat nach nur fünf Monaten nieder. Da sie bei ihrem Einzug in den Bundestag ihr Mandat im Berliner Abgeordnetenhaus nicht abgegeben hatte, war sie währenddessen ebenfalls dort Mitglied gewesen. Bei der Wahl zum Berliner Abgeordnetenhaus im folgenden Dezember wurde sie wieder in das Abgeordnetenhaus gewählt. Diesem gehörte sie bis zum Ende der zwölften Wahlperiode an.